# Hœdic
Hœdic (ibland Hoëdic eller Hoedic) är en kommun i departementet Morbihan i regionen Bretagne i nordvästra Frankrike. Kommunen ligger i kantonen Quiberon som tillhör arrondissementet Lorient. År 2022 hade Hœdic 103 invånare.

## Befolkningsutveckling
Antalet invånare i kommunen Hœdic
| Referens: INSEE |